# David Strassman
David Strassman (født 6. september 1957 i Los Angeles, Californien) er en amerikansk standup-komiker og bugtaler.